# Maple Leaf Foods
Maple Leaf Foods, Inc. – kanadyjska firma spożywcza założona w 1927 roku. Jej siedziba znajduje się w Mississauga.